# 이기열
이기열(李基列, 1955년 9월 3일 ~ )은 대한민국의 영화 배우이다.

## 학력
- 동국대학교 연극영화학 학사

## 출연작

### 영화
- 1989년 《구로 아리랑》 - 이 반장 역
- 1990년 《비 오는 날의 수채화》 - 까페 주인 역
- 1991년 《개벽》 - 서인주 역
- 1991년 《맨발에서 벤츠까지》 - 최 대리 역
- 1992년 《가을 여행》 - 의사 역
- 1992년 《달은… 해가 꾸는 꿈》 - 두목 역
- 1993년 《사랑의 종합병원》 - 서태일 역
- 1995년 《헤어 드레서》 - 최 부장 역
- 1996년 《본 투 킬》 - 전무 역
- 1996년 《귀천도》 - 정조 역
- 1997년 《쁘아종》 - 마약반 형사 역
- 1997년 《3인조》 - 마리아의 아버지 역
- 1997년 《베이비 세일》 - 상준 형 역
- 1999년 《태양은 없다》 - 문 사장 역
- 1999년 《간첩 리철진》 - 공작원 1 역
- 2002년 《몽중인》 - 휘바리 역
- 2003년 《조폭 마누라 2 - 돌아온 전설》 - 충무 양씨 역
- 2006년 《투사부일체》 - 교감 역
- 2006년 《조용한 세상》 - 검시관 역 (특별출연)
- 2015년 《설해》 - 상우 부 역

### TV 드라마
- 1986년 MBC 《북으로 간 여배우》 - 임선규 역
- 1992년 KBS1 《삼국기》 - 천존 역
- 1998년 SBS 《은실이》 - 안기섭 역
- 2000년 KBS1 《민들레》
- 2001년 KBS2 《명성황후》 - 하정일 역
- 2002년 KBS2 《태양인 이제마》 - 박수 역
- 2002년 SBS 《소문난 여자》 - 고 사장 역
- 2002년 MBC 《어사 박문수 》
- 2004년 KBS1 《불멸의 이순신 》 - 이방 역
- 2004년 KBS2 《해신》 - 형부상서 역
- 2005년 MBC 《신입사원》 - 김기열 역
- 2005년 MBC 《달콤한 스파이》 - 왕사발 역
- 2006년 MBC 《어느 멋진 날》 - 구경택 역
- 2006년 MBC 《MBC 베스트극장 - 저 별은 나의 별》 - 길종수 역
- 2006년 SBS 《독신천하》 - 한중만 역
- 2007년 SBS 《외과의사 봉달희》 - 서정환 역
- 2007년 MBC 《메리대구 공방전》 - 이세도 역
- 2007년 SBS 《쩐의 전쟁 보너스 라운드》
- 2007년 SBS 《아들찾아 삼만리》 - 소 부사장 역
- 2008년 MBC 《스포트라이트》 - 문재국 역
- 2009년 KBS2 《천추태후》 - 최섬 역
- 2010년 KBS2 《국가가 부른다》 - 이형식 역
- 2010년 KBS2 《프레지던트》 - 박을섭 역
- 2011년 SBS 《내게 거짓말을 해봐》 - 박성근 역
- 2011년 E채널 《여제》 - 제갈상무 역
- 2011년 KBS1 《광개토태왕》 - 을사록 역
- 2011년 SBS 《여인의 향기》 - 라인투어 사장 역
- 2012년 MBC 《무신》 - 바얀 역
- 2013년 KBS2 《굿 닥터》 - 이혁필 역
- 2014년 tvN 《미생》
- 2015년 KBS1 《징비록》 - 심유경 역
- 2015년 tvN 《두번째 스무살》
- 2015년 SBS 《에이스》
- 2015년 KBS2 《장사의 신 - 객주 2015》 - 청나라 세관장 역
- 2016년 SBS 《사랑이 오네요》 - 판사 역
- 2017년 SBS 《초인가족 2017》 - 나천일의 아버지 역
- 2021~22년 KBS1 《태종 이방원》 - 남은 역
- 2023년 SBS 《법쩐》 - 이정근 역